# Kullasjön, Södermanland
Kullasjön är en sjö i Vingåkers kommun och Örebro kommun i Södermanland och ingår i Nyköpingsåns huvudavrinningsområde. Sjön är 5,2 meter djup, har en yta på 1,05 kvadratkilometer och är belägen 58,1 meter över havet. Sjön avvattnas av vattendraget Nyköpingsån (Skräddartorpsån).

## Delavrinningsområde
Kullasjön ingår i det delavrinningsområde (654539-148964) som SMHI kallar för Utloppet av Ölångssjön. Medelhöjden är 81 meter över havet och ytan är 16,51 kvadratkilometer. Räknas de 7 avrinningsområdena uppströms in blir den ackumulerade arean 372,97 kvadratkilometer. Avrinningsområdets utflöde Nyköpingsån (Skräddartorpsån) mynnar i havet. Avrinningsområdet består mestadels av skog (82 procent). Avrinningsområdet har 1,05 kvadratkilometer vattenytor vilket ger det en sjöprocent på 6,4 procent.